# Herminia castanea
Herminia castanea là một loài bướm đêm trong họ Noctuidae.